# نائوتو (رقصنده)
نائوتو (انگلیسی: Naoto؛ زادهٔ ۳۰ اوت ۱۹۸۳) بازیگر، و رقصنده اهل ژاپن است.